# Friedrich von Krafft-Ebing

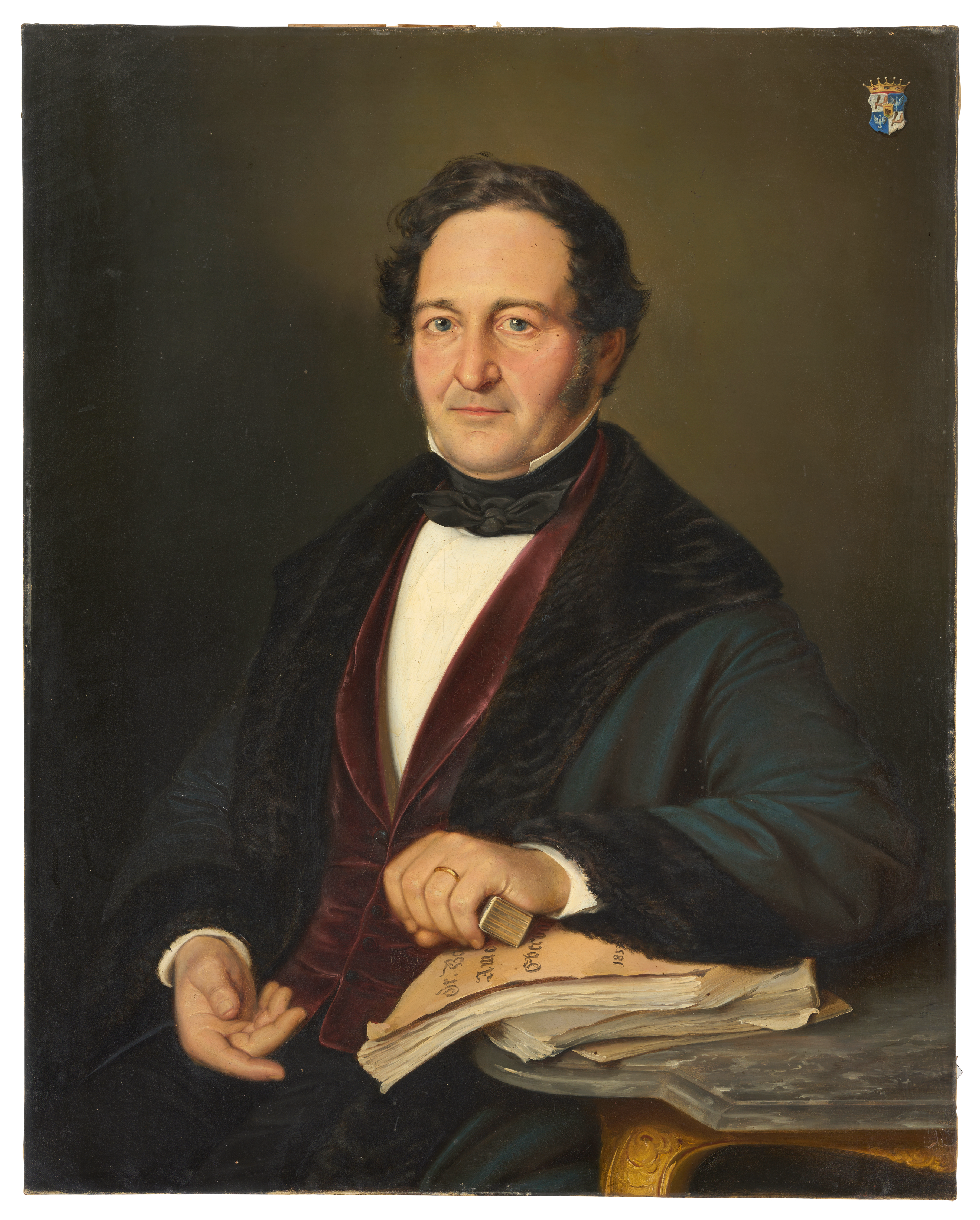
Friedrich Freiherr von Krafft-Ebing (1853), Porträt von A. Fach

Friedrich Karl Konrad Christoph Freiherr von Krafft-Ebing (* 28. Mai 1807 in Zizenhausen; † 28. März 1889 in Karlsruhe) war ein deutscher, genauer badischer Oberamtmann und Vater des Psychiaters Richard von Krafft-Ebing und des ebenfalls badischen Oberamtmannes Hans von Krafft-Ebing.

## Leben
Durch den frühen Tod (1813) seines Vaters Friedrich Franz Reichsfreiherr von Krafft-Ebing, Ritter des kaiserlichen St. Georg Ordens, Mitglied der Reichsritterschaft des Kantons Hegau und Grundherr zu Zizenhausen in fremder Obhut, besuchte er ab 1818 das Gymnasium in Kempten und ab 1821 in Konstanz, studierte Rechtswissenschaft an den Universitäten Freiburg und Heidelberg. Dort 1831 als Rechtspraktikant aufgenommen, wurde er 1838 Hofgerichtssekretär in Mannheim. Nach seiner Eheschließung im Jahre 1839 mit Clara Antonia Mittermaier (1820–1855), der Tochter des Heidelberger Rechtsgelehrten Carl Joseph Anton Mittermaier, war er Amtsassessor in Weinheim (1843) und Heidelberg (1845).
Nach seiner Versetzung als Amtsvorstand nach Weinheim (1848), Eberbach (1853) und Haslach (1854) wurde er 1857 zum Oberamtmann in Wolfach befördert.
Nach dem schmerzlichen Verlust durch den frühzeitigen Tod seiner Gattin und der Mutter seiner Kinder (1855) ehelichte er 1857 seine Schwägerin Luise Mittermaier (1815–1872).
1859 mit dem Ritterkreuz 1. Klasse des Ordens vom Zähringer Löwen ausgezeichnet, begab er sich 1861 schließlich in den Ruhestand. Diese Zeit verbrachte Friedrich Krafft-Ebing bis 1870 in Heidelberg, dann bis 1881 in Freiburg im Breisgau und bis zu seinem Ableben in Karlsruhe.